# Alció del paradís de Kofiau
L'alció del paradís de Kofiau (Tanysiptera ellioti) és una espècie d'ocell de la família dels alcedínids (Alcedinidae) que habita els boscos de Kofiau, a les illes Raja Ampat de l'oest de Nova Guinea.